# باريس جي
باريس جي هو لاعب كرة قدم كندي في مركز الدفاع، ولد في 5 يوليو 1994 في برنابي في كندا. لعب مع نادي سانت لويس.

## وصلات خارجية
- باريس جي على موقع قاعدة بيانات كرة القدم.إي يو (الإنجليزية)
- باريس جي على موقع Soccerway.com (الإنجليزية)